# Semily, Železný Brod (volební obvod Českého zemského sněmu)
Semily, Železný Brod byl jednomandátový volební obvod Českého zemského sněmu. Volili v něm občané politického okresu Semily, kteří splnili podmínky volebního cenzu. V rámci kuriového volebního systému se jednalo o skupinu venkovských obcí. Volební obvod byl zřízen s ustavením voleného sněmu v roce 1861 a definitivně zanikl se vznikem Československa roku 1918.
Poslancem za tento obvod byl vůdce staročeské strany František Ladislav Rieger a později také Karel Kramář, předseda mladočechů a první premiér Československa.

## Charakteristika obvodu
| Rok           | 1901  | 1908  |
| ------------- | ----- | ----- |
| Počet voličů  | 2 621 | 3 052 |
| Volební účast | 37,4  | 75,2  |

Volby probíhaly dvoukolovým většinovým systémem; pokud první kandidát nezískal více než 50 % hlasů, konalo se další kolo hlasování. Původně se volilo nepřímo systémem volitelů; kdy každá obec v okrese vyslala podle svého počtu obyvatel určitý počet volitelů, kteří se poté sešli a zvolili poslance. Od zemských voleb v roce 1901 byly zavedeny přímé volby. Volební právo bylo po celou dobu existence obvodu omezené podle daňového cenzu, volit mohli pouze občané dané oblasti platící alespoň 5 zlatých přímých daní. Volební řád nespecifikoval pohlaví oprávněných voličů, v praxi však úřady k volbám připouštěly pouze muže. Pro příklad omezeného volebního práva je možno uvést situaci ze zemských voleb 1908, kdy mělo volební právo 7,5 % občanského obyvatelstva.

## Seznam poslanců
| Poslanec      | Poslanec                  | Strana    | Volby |
| ------------- | ------------------------- | --------- | ----- |
|               | František Ladislav Rieger | staročeši | 1861  |
| 1867 (leden)  | František Ladislav Rieger | staročeši |       |
| 1867 (březen) | František Ladislav Rieger | staročeši |       |
| 1869 dopl.    | František Ladislav Rieger | staročeši |       |
| 1870          | František Ladislav Rieger | staročeši |       |
| 1872          | František Ladislav Rieger | staročeši |       |
| 1873 dopl.    | František Ladislav Rieger | staročeši |       |
| 1874 dopl.    | František Ladislav Rieger | staročeši |       |
| 1875 dopl.    | František Ladislav Rieger | staročeši |       |
| 1876 dopl.    | František Ladislav Rieger | staročeši |       |
| 1877 dopl.    | František Ladislav Rieger | staročeši |       |
| 1878          | František Ladislav Rieger | staročeši |       |
| 1883          | František Ladislav Rieger | staročeši |       |
| 1889          | František Ladislav Rieger | staročeši |       |
|               | Karel Černohorský         | mladočeši | 1895  |
|               | Karel Kramář              | mladočeši | 1901  |
| 1908          | Karel Kramář              | mladočeši |       |

## Volby

### Volby 1908
| Zemské volby 1908        |                          |                          |             |             |             |            |            |            |
| Kandidát                 | Kandidát                 | Strana                   | První volba | První volba | První volba | Užší volba | Užší volba | Užší volba |
| Kandidát                 | Kandidát                 | Strana                   | Hlasy       | %           | ±%          | Hlasy      | %          | ±%         |
|                          | Karel Kramář             | Mladočeši                | 961         | 41,9        | -25,3       | 1 375      | 55,9       |            |
|                          | Josef Lisý               | Národní sociálové        | 895         | 39,1        | +32,2       | 1 080      | 43,9       |            |
|                          | Bohumil Křížek           | Agrárníci                | 298         | 13,0        | -2,0        |            |            |            |
|                          | František Hanzl          | Sociální demokraté       | 117         | 5,1         |             |            |            |            |
|                          | roztříštěné hlasy        | roztříštěné hlasy        | 20          | 0,9         |             |            |            |            |
| neplatné a prázdné hlasy | neplatné a prázdné hlasy | neplatné a prázdné hlasy | 5           | 0,2         |             | 8          | 0,3        |            |
| Celkem/účast             | Celkem/účast             | Celkem/účast             | 2 296       | 75,2        | +37,8       | 2 467      | 80,8       |            |
|                          | Mladočeši obhájili       | Mladočeši obhájili       | ±           |             |             |            |            |            |

### Volby 1901
| Zemské volby 1901        |                          |                          |             |             |             |
| Kandidát                 | Kandidát                 | Strana                   | První volba | První volba | První volba |
| Kandidát                 | Kandidát                 | Strana                   | Hlasy       | %           | ±%          |
|                          | Karel Kramář             | Mladočeši                | 658         | 67,2        | -7,8        |
|                          | Otakar Nebeský           | Agrárníci                | 147         | 15,0        |             |
|                          | Edvard Beneš             | Realisté                 | 78          | 8,0         |             |
|                          | František Hruška         | Národní sociálové        | 68          | 6,9         |             |
|                          | roztříštěné hlasy        | roztříštěné hlasy        | 28          | 2,9         |             |
| neplatné a prázdné hlasy | neplatné a prázdné hlasy | neplatné a prázdné hlasy | 2           | 0,2         |             |
| Celkem/účast             | Celkem/účast             | Celkem/účast             | 981         | 37,4        |             |
|                          | Mladočeši obhájili       | Mladočeši obhájili       | ±           |             |             |

### Volby 1895
| Zemské volby 1895        |                                 |                                 |             |             |             |
| Kandidát                 | Kandidát                        | Strana                          | První volba | První volba | První volba |
| Kandidát                 | Kandidát                        | Strana                          | Hlasy       | %           | ±%          |
|                          | Karel Černohorský               | Mladočeši                       | 63          | 75,0        | +30,2       |
|                          | Jan Klecanda                    | nezávislý                       | 21          | 25,0        |             |
| neplatné a prázdné hlasy | neplatné a prázdné hlasy        | neplatné a prázdné hlasy        | 12          | 12,5        |             |
| Celkem/účast             | Celkem/účast                    | Celkem/účast                    | 96          | 98,0        |             |
|                          | Mladočeši získali od staročechů | Mladočeši získali od staročechů | ±           |             |             |

### Volby 1889
| Zemské volby 1889        |                           |                          |             |             |             |
| Kandidát                 | Kandidát                  | Strana                   | První volba | První volba | První volba |
| Kandidát                 | Kandidát                  | Strana                   | Hlasy       | %           | ±%          |
|                          | František Ladislav Rieger | Staročeši                | 48          | 55,2        | -43,7       |
|                          | Karel Tůma                | Mladočeši                | 39          | 44,8        |             |
| neplatné a prázdné hlasy | neplatné a prázdné hlasy  | neplatné a prázdné hlasy | 0           | 0,0         |             |
| Celkem/účast             | Celkem/účast              | Celkem/účast             | 87          |             |             |
|                          | Staročeši obhájili        | Staročeši obhájili       | ±           |             |             |

### Volby 1883
| Zemské volby 1883        |                           |                          |             |             |             |
| Kandidát                 | Kandidát                  | Strana                   | První volba | První volba | První volba |
| Kandidát                 | Kandidát                  | Strana                   | Hlasy       | %           | ±%          |
|                          | František Ladislav Rieger | Staročeši                | 86          | 98,9        | +0,1        |
|                          | roztříštěné hlasy         | roztříštěné hlasy        | 1           | 1,1         |             |
| neplatné a prázdné hlasy | neplatné a prázdné hlasy  | neplatné a prázdné hlasy | 0           | 0,0         |             |
| Celkem/účast             | Celkem/účast              | Celkem/účast             | 87          | 94,6        |             |
|                          | Staročeši obhájili        | Staročeši obhájili       | ±           |             |             |

### Volby 1878
| Zemské volby 1878        |                           |                          |             |             |             |
| Kandidát                 | Kandidát                  | Strana                   | První volba | První volba | První volba |
| Kandidát                 | Kandidát                  | Strana                   | Hlasy       | %           | ±%          |
|                          | František Ladislav Rieger | Staročeši                | 80          | 98,8        | -1,2        |
|                          | roztříštěné hlasy         | roztříštěné hlasy        | 1           | 1,2         |             |
| neplatné a prázdné hlasy | neplatné a prázdné hlasy  | neplatné a prázdné hlasy | 0           | 0,0         |             |
| Celkem/účast             | Celkem/účast              | Celkem/účast             | 81          |             |             |
|                          | Staročeši obhájili        | Staročeši obhájili       | ±           |             |             |

### Doplňovací volby 1877
| Doplňovací zemské volby 1877 |                           |                          |             |             |             |
| Kandidát                     | Kandidát                  | Strana                   | První volba | První volba | První volba |
| Kandidát                     | Kandidát                  | Strana                   | Hlasy       | %           | ±%          |
|                              | František Ladislav Rieger | Staročeši                | 80          | 100         | +15,3       |
| neplatné a prázdné hlasy     | neplatné a prázdné hlasy  | neplatné a prázdné hlasy | 0           | 0,0         |             |
| Celkem/účast                 | Celkem/účast              | Celkem/účast             | 80          | 97,6        |             |
|                              | Staročeši obhájili        | Staročeši obhájili       | ±           |             |             |

### Doplňovací volby 1876
| Doplňovací zemské volby 1876 |                           |                          |             |             |             |
| Kandidát                     | Kandidát                  | Strana                   | První volba | První volba | První volba |
| Kandidát                     | Kandidát                  | Strana                   | Hlasy       | %           | ±%          |
|                              | František Ladislav Rieger | Staročeši                | 83          | 84,7        | -2,3        |
|                              | Ervín Špindler            | Mladočeši                | 15          | 15,3        | +2,3        |
| neplatné a prázdné hlasy     | neplatné a prázdné hlasy  | neplatné a prázdné hlasy | 0           | 0,0         |             |
| Celkem/účast                 | Celkem/účast              | Celkem/účast             | 98          |             |             |
|                              | Staročeši obhájili        | Staročeši obhájili       | ±           |             |             |

### Doplňovací volby 1875
| Doplňovací zemské volby 1875 |                           |                          |             |             |             |
| Kandidát                     | Kandidát                  | Strana                   | První volba | První volba | První volba |
| Kandidát                     | Kandidát                  | Strana                   | Hlasy       | %           | ±%          |
|                              | František Ladislav Rieger | Staročeši                | 80          | 87,0        | -9,8        |
|                              | Ervín Špindler            | Mladočeši                | 12          | 13,0        | +9,8        |
| neplatné a prázdné hlasy     | neplatné a prázdné hlasy  | neplatné a prázdné hlasy | 1           | 1,1         |             |
| Celkem/účast                 | Celkem/účast              | Celkem/účast             | 93          |             |             |
|                              | Staročeši obhájili        | Staročeši obhájili       | ±           |             |             |

### Doplňovací volby 1874
| Doplňovací zemské volby 1874 |                           |                          |             |             |             |
| Kandidát                     | Kandidát                  | Strana                   | První volba | První volba | První volba |
| Kandidát                     | Kandidát                  | Strana                   | Hlasy       | %           | ±%          |
|                              | František Ladislav Rieger | Staročeši                | 91          | 96,8        | -3,2        |
|                              | Antonín Čížek             | Mladočeši                | 3           | 3,2         |             |
| neplatné a prázdné hlasy     | neplatné a prázdné hlasy  | neplatné a prázdné hlasy | 0           | 0,0         |             |
| Celkem/účast                 | Celkem/účast              | Celkem/účast             | 94          | 95,9        |             |
|                              | Staročeši obhájili        | Staročeši obhájili       | ±           |             |             |

### Doplňovací volby 1873
| Doplňovací zemské volby 1873 |                           |                    |             |             |             |
| Kandidát                     | Kandidát                  | Strana             | První volba | První volba | První volba |
| Kandidát                     | Kandidát                  | Strana             | Hlasy       | %           | ±%          |
|                              | František Ladislav Rieger | Staročeši          | 95          | 100         | ±0,0        |
| neplatné a prázdné hlasy     |                           |                    |             |             |             |
| Celkem/účast                 | Celkem/účast              | Celkem/účast       | 95          |             |             |
|                              | Staročeši obhájili        | Staročeši obhájili | ±           |             |             |

### Volby 1872
| Zemské volby 1872        |                           |                    |             |             |             |
| Kandidát                 | Kandidát                  | Strana             | První volba | První volba | První volba |
| Kandidát                 | Kandidát                  | Strana             | Hlasy       | %           | ±%          |
|                          | František Ladislav Rieger | Staročeši          | 81          | 100         | ±0,0        |
| neplatné a prázdné hlasy |                           |                    |             |             |             |
| Celkem/účast             | Celkem/účast              | Celkem/účast       | 81          |             |             |
|                          | Staročeši obhájili        | Staročeši obhájili | ±           |             |             |

### Volby 1870
| Zemské volby 1870        |                           |                    |             |             |             |
| Kandidát                 | Kandidát                  | Strana             | První volba | První volba | První volba |
| Kandidát                 | Kandidát                  | Strana             | Hlasy       | %           | ±%          |
|                          | František Ladislav Rieger | Staročeši          |             | 100         | ±0,0        |
| neplatné a prázdné hlasy |                           |                    |             |             |             |
| Celkem/účast             |                           |                    |             |             |             |
|                          | Staročeši obhájili        | Staročeši obhájili | ±           |             |             |

### Doplňovací volby 1869
| Doplňovací zemské volby 1869 |                           |                    |             |             |             |
| Kandidát                     | Kandidát                  | Strana             | První volba | První volba | První volba |
| Kandidát                     | Kandidát                  | Strana             | Hlasy       | %           | ±%          |
|                              | František Ladislav Rieger | Staročeši          |             | 100         | ±0,0        |
| neplatné a prázdné hlasy     |                           |                    |             |             |             |
| Celkem/účast                 |                           |                    |             |             |             |
|                              | Staročeši obhájili        | Staročeši obhájili | ±           |             |             |

### Volby 1867 (březen)
| Zemské volby 1867 (březen) |                           |                    |             |             |             |
| Kandidát                   | Kandidát                  | Strana             | První volba | První volba | První volba |
| Kandidát                   | Kandidát                  | Strana             | Hlasy       | %           | ±%          |
|                            | František Ladislav Rieger | Staročeši          |             | 100         | ±0,0        |
| neplatné a prázdné hlasy   |                           |                    |             |             |             |
| Celkem/účast               |                           |                    |             |             |             |
|                            | Staročeši obhájili        | Staročeši obhájili | ±           |             |             |

### Volby 1867 (leden)
| Zemské volby 1867 (leden) |                           |                    |             |             |             |
| Kandidát                  | Kandidát                  | Strana             | První volba | První volba | První volba |
| Kandidát                  | Kandidát                  | Strana             | Hlasy       | %           | ±%          |
|                           | František Ladislav Rieger | Staročeši          |             | 100         | ±0,0        |
| neplatné a prázdné hlasy  |                           |                    |             |             |             |
| Celkem/účast              |                           |                    |             |             |             |
|                           | Staročeši obhájili        | Staročeši obhájili | ±           |             |             |

### Volby 1861
| Zemské volby 1861        |                                |                                |             |             |             |
| Kandidát                 | Kandidát                       | Strana                         | První volba | První volba | První volba |
| Kandidát                 | Kandidát                       | Strana                         | Hlasy       | %           | ±%          |
|                          | František Ladislav Rieger      | Staročeši                      |             | 100         |             |
| neplatné a prázdné hlasy |                                |                                |             |             |             |
| Celkem/účast             |                                |                                |             |             |             |
|                          | Staročeši získali (nový obvod) | Staročeši získali (nový obvod) | ±           |             |             |